# Deodoro (encouraçado)
Deodoro foi um encouraçado do tipo guarda costas da Marinha do Brasil pertencente à classe Deodoro. Foi encomendado em 1895 e construído pelo estaleiro Forges et chantiers de la Méditerranée. A construção esteve sob supervisão da comissão chefiada pelo Almirante José Cândido Guillobel. Antes da incorporação, o encouraçado foi denominado Ipiranga. Depois, foi lançado em 1898 sob o nome de Marechal Deodoro e, meses depois, durante sua mostra de armas, foi registrado como Deodoro. Foi a primeira embarcação brasileira a ostentar esse nome, uma homenagem ao primeiro presidente do Brasil Deodoro da Fonseca. O vaso de guerra fez parte da Segunda Divisão de Evoluções e da Divisão de Estação (entrando neste último entre 1899 e 1900). 
Foi uma das embarcações utilizadas pela marujada amotinada na Revolta da Chibata, que contava com os encouraçados Minas Geraes e São Paulo e o cruzador Bahia, ocasião em que seu ex-comandante, o então capitão de mar e guerra João Batista das Neves foi assassinado. Durante a Primeira Guerra Mundial, patrulhou a costa brasileira, acompanhado do Floriano, seu navio irmão, e o cruzador Tupy. Em 1924, o Deodoro foi vendido ao México e, com os lucros obtidos da venda, foi encomendado o submarino de esquadra Humayta (ou Humaitá). Na marinha mexicana, atuou na costa do oceano atlântico e, no oceano pacífico, auxiliou o governo contra uma revolta em 1929. De 1931 até sua baixa, em 1934, serviu como navio de instruções.

## Características
Deodoro possuía um deslocamento médio de 3 162 toneladas. Tinha duas máquinas alternativas a vapor que geravam 3 400 cavalos de força que, por sua vez, o permitiam chegar a uma velocidade máxima de 14 nós (24 quilômetros por hora). Possuía 81,43 metros de comprimento, 70 metros de quilha, 14,60 metros de boca, 6,90 metros de pontal e quatro metros de calado.
Sua blindagem consistia em um cinto blindado de 350 milímetros. A couraça era sustentada por dois suportes de 120 milímetros nas partes altas e cem milímetros nas partes baixas, além de cem milímetros nas superestruturas, trinta a 35 milímetros nas regiões situadas à vante e à ré, e duas placas sobrepostas que possuíam o valor somado de 36 milímetros.
O encouraçado era munido de dois canhões Armstrong de 220 milímetros situados nas pontas (com blindagem de duzentos milímetros), quatro canhões Armstrong de 120 milímetros montados em pedestais, seis canhões Maxim Nordenfelt de 57 milímetros sobre reparos navais, dois canhões Nordenfelt de 31 milímetros sobre reparos navais no passadiço, dois canhões automáticos Vickers montados em plataformas em mastros, uma metralhadora Hotchkiss de sete milímetros e dois tubos de lança-torpedos de 47 milímetros.

## História

### Construção
O navio foi encomendado em 1895 e construído pelo estaleiro francês Société Nouvelle des Forges et Chantiers de la Méditerranée, sob supervisão do Almirante José Cândido Guillobel. Teve a quilha batida em 1896, e, nesse mesmo ano, recebeu primeiramente o nome Ipiranga, depois Marechal Deodoro e, finalmente, Deodoro, sendo o primeiro da marinha a ostentá-lo em homenagem ao primeiro presidente do Brasil, o marechal Deodoro da Fonseca. A construção foi temporariamente suspensa pelos brasileiros enquanto eles modificavam seu projeto.
Foi lançado em 18 de junho de 1898, após cerimônia que contou com a presença de representantes do Brasil, da Marinha da França e de uma canhoneira russa. Seu lançamento foi realizado com um botão elétrico, que enviava um sinal para cortar uma corda e deixar uma garrafa de champanhe quebrar no navio. No início da Guerra Hispano-Americana (1898), oficiais de ambas as nações beligerantes viajaram à França para inspecionar o incompleto Deodoro e o navio-irmão Floriano com o objetivo de comprá-los para o conflito. A construção levaria muito tempo para que valesse a pena adquiri-los.

### Início da carreira
A construção foi finalizada em 1900. Os testes de mar foram bem sucedidos, inclusive um teste de 24 horas com velocidade média de 14 nós. Após ser entregue, o encouraçado rumou para o Brasil parando ao longo do caminho das ilhas canárias. Um navio de guerra britânico que navegava próximo às ilhas, e que estava envolvido na Segunda Guerra dos Bôeres, supôs que o Deodoro fosse um navio corsário fretado pelos Boêres indo para o sul para interferir com os navios mercantes britânicos que operavam ao longo da costa do sul da África. Embora a tripulação tenha conseguido convencer os ingleses de que eram brasileiros, partiram com as luzes apagadas pelas noites seguintes, a fim de evitar novos desentendimentos com quaisquer outros navios de guerra. Aportou no Brasil em 18 de fevereiro de 1900. 
No dia 2 de janeiro de 1901 foi extinta a Divisão de Estação e, em seu lugar, foi criada a Segunda Divisão de Evoluções. A força era composta, além de Deodoro, pelo encouraçado Aquidabã, pelo cruzador Tiradentes e pelo cruzador torpedeiro Tymbira. O encouraçado fez diversos exercícios militares nesse período. Em novembro, Deodoro foi integrado à Esquadra de Evoluções devido às comemorações do 12º aniversário da Proclamação da República.
Em abril de 1902, foram extintas as divisões navais. Devido a isso, Deodoro foi transferido para a Divisão de Encouraçados no dia 30 desse mesmo mês, que estava sob o comando do contra-almirante João Justino de Proença. Em 27 de novembro do mesmo ano, a embarcação viajou para o estado da Bahia para transportar o corpo do vice-presidente da República doutor Manoel Victorino Pereira. Nesse mesmo ano, participou de alguns exercícios e evoluções navais em Angra dos Reis e na Ilha Grande. No dia 27 de janeiro de 1903, Deodoro viajou para Santos para apoiar o sorteio do preenchimento de vagas nos Corpos da Marinha. Retornou para o Rio de Janeiro com três sorteados e mais 41 voluntários. Após isso, passou por diversos reparos no Arsenal de Marinha do Rio de Janeiro.
No dia 2 de outubro de 1904, viajou para Buenos Aires, Argentina, a fim de comparecer à posse do novo presidente da república daquele país. No dia 4 de novembro, retornou para o Brasil. Ainda no mês de novembro, irrompeu a Revolta da Vacina e, nesse contexto, ocorreu uma rebelião dos alunos da Escola Militar da Praia Vermelha contra o governo de Rodrigues Alves, no dia 14. Foram 700 amotinados, entre militares, alunos e oficiais, sob o comando do general Silvestre Travassos, que marcharam para o Palácio do Catete, à época sede do governo federal, com a finalidade de derrubar o presidente. Ao se aproximarem do palácio, os revoltosos chocaram-se com forças policiais enviadas pelo presidente e foram desbaratados por elas a tiros, retornando à escola em seguida. Após isso, o Deodoro efetuou alguns disparos contra a escola com seus canhões de 240 milímetros que fizeram dispersar os alunos do prédio. No dia seguinte, a escola foi ocupada pelo exército. Entre os anos 1906 e 1907, o Deodoro, em conjunto com Floriano e o Tupy, realizou inúmeras comissões ao logo da costa brasileira.

### Revolta da Chibata
Em 1910, iniciou-se a Revolta da Chibata, um movimento contra as punições abusivas que eram aplicadas aos marinheiros, e a favor do aumento dos seus soldos. Essa revolta teve a adesão das tripulações dos encouraçados São Paulo, Minas Geraes, Deodoro e o cruzador Bahia. A revolta começou com um evento de grande repercussão, o açoitamento do marinheiro Marcelino Rodrigues Menezes, que foi castigado com duzentas lanhas de chibatas, servindo de sinal para que a revolta fosse iniciada o mais rapidamente possível. Assim que iniciou-se a revolta, a Marinha tentou mobilizar alguns navios para contê-la, mas havia disponíveis apenas os cruzadores Rio Grande do Sul e Barroso, além de oito contratorpedeiros da classe Pará.
Mesmo em desvantagem, as forças do alto comando da administração naval navegaram para a Baía de Guanabara a fim de acabarem com a revolta. Como resultado, no dia 24, os vasos de guerra Minas Geraes, Deodoro e Bahia foram ao encontro desses navios. Outro evento de grande repercussão na Revolta da Chibata foi o assassinato do ex-comandante do Deodoro e, naquele momento, comandante do encouraçado Minas Geraes, João Batista das Neves assim que tinha entrado em seu navio. No dia 25, o Deodoro e outros navios retornaram para o porto devido a um iminente acordo entre ambos os lados. No dia 26, o acordo foi assinado e com isso tem fim a Revolta da Chibata. Mas, no dia 9 de dezembro, houve um novo motim que obteve mais uma vez a adesão da tripulação dos encouraçados Deodoro, São Paulo, Minas Geraes e do cruzador Rio Grande do Sul, mas esse novo motim foi controlado rapidamente.

### Pré-Primeira Guerra
Em 1912, o Deodoro recebeu um novo sistema de propulsão e armamento. Em 28 de setembro de 1913, o encouraçado participou de um exercício militar assistido pelo presidente Hermes da Fonseca, e pelo Ministro da Marinha Vespasiano Gonçalves de Albuquerque e Silva e sua comitiva; retornou para o Rio de Janeiro em 4 de outubro. No começo de janeiro de 1914, foi integrado à Segunda Divisão Naval. Participou de alguns exercícios militares em Santa Catarina nesse mesmo período. Voltou ao Rio de Janeiro em fevereiro do mesmo ano. A embarcação foi responsável por transportar para Porto Alegre o corpo do senador Pinheiro Machado, que tinha sido assassinado no dia 8 de setembro.

### Primeira Guerra Mundial
Quando irrompeu a Primeira Guerra Mundial, em 1914, o Brasil declarou neutralidade. Porém, em maio de 1916, o cargueiro brasileiro Rio Branco foi torpedeado e afundado. O navio estava a serviço do governo britânico e era tripulado por marinheiros noruegueses, o que tornava legal seu afundamento. No entanto, esse ato militar provocou indignação e protestos no país, ainda que o governo relutasse em tomar alguma ação à luz da legalidade do ataque. Por fim, o Brasil declarou guerra à Alemanha, em 26 de agosto de 1917, após outros navios mercantes teriam sido afundados.

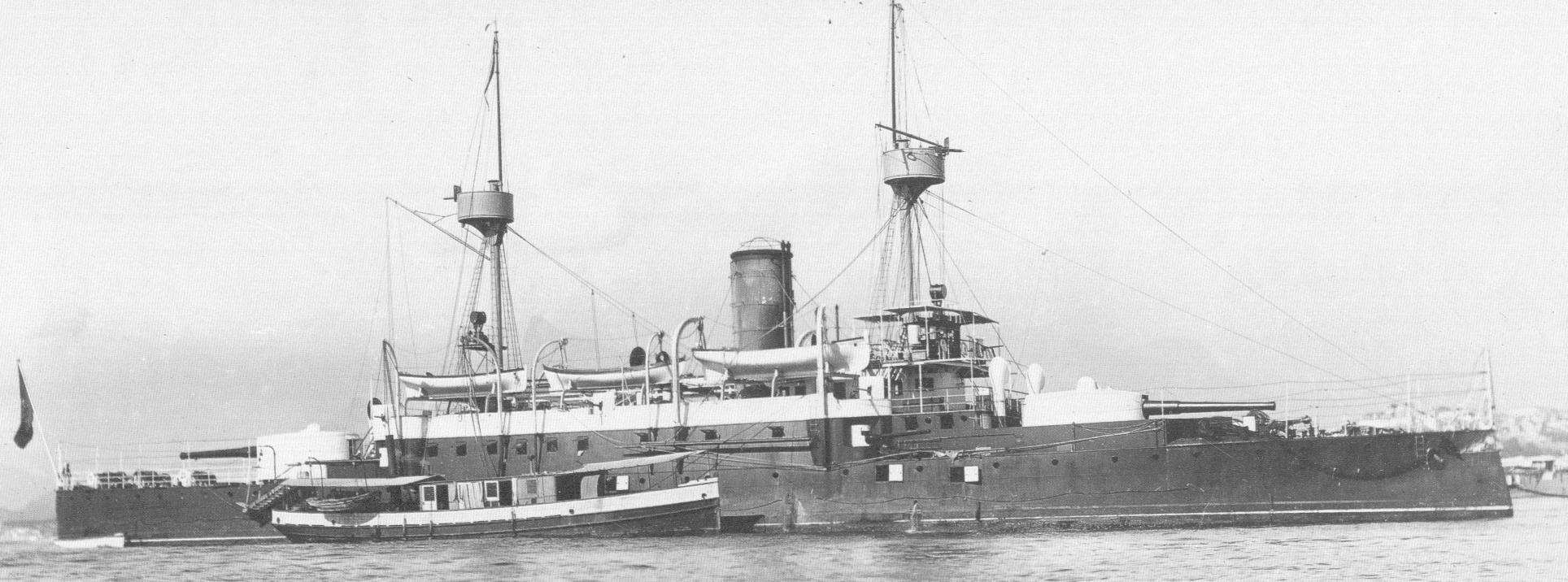
Deodoro em data desconhecida

Em 1917, o encouraçado tornou-se a nau-capitânia da Força Naval do Norte, que foi criada com o intuito de melhorar a defesa da costa brasileira em meio à guerra. Além do Deodoro, a Força Naval do Norte contava com o encouraçado Floriano, os cruzadores Tiradentes e República, e os contratorpedeiros Piauhy e Santa Catarina. A Força era comandada pelo contra-almirante João Carlos Mourão dos Santos. Nesse período, o Deodoro já era considerado muito velho e obsoleto devido à "baixa velocidade" e da falta de experiência dos marinheiros que operavam os canhões. Porém, era considerado como "o único navio com razoáveis condições de combate". O encouraçado permaneceu nessa divisão até 25 de junho de 1919. Em 1918, devido à pandemia de Gripe Espanhola, 110 marinheiros foram acometidos pela moléstia, mas não houve óbitos.

### Últimos anos
Em 1920, mesmo sendo considerado velho e obsoleto, o encouraçado Deodoro representou o Brasil em Montevidéu, no Uruguai, nas festividades locais do dia 25 de agosto. Retornou ao Brasil no dia 16 de setembro desse mesmo ano. No dia 19 de janeiro de 1921, partiu em viagem para diversos exercícios militares, retornando somente no dia 31 de março do mesmo ano. Em abril de 1924, Deodoro foi aposentado. Durante esse período, a Armada de México estava em expansão e à procura de navios, após tentativas fracassadas com outras marinhas, os mexicanos decidiram fazer uma oferta de oito mil réis pelo Deodoro. A Marinha do Brasil aceitou e o Deodoro foi transferido para a Armada de México. O dinheiro da venda (com um pequeno acréscimo) foi usado para encomendar a construção do submarino Humaitá.
Após a venda para o México, foi renomeado para Anahuac e partiu para sua nova comissão em 21 de maio com sua chegada registrada em 15 de julho. A embarcação foi o primeiro e único do tipo de encouraçado a ser operado pela Armada de México. O encouraçado foi destinado à vigilância do Golfo do México e, posteriormente, auxiliou o governo do presidente Emilio Portes Gil a sufocar um movimento contra sua autoridade em Sonora no mês de março de 1929. Em 1931, o encouraçado foi designado como navio de instruções e recebeu a baixa definitiva em novembro de 1934, sendo desmanchado logo em seguida. Ainda resta, preservada no Museo Naval México, a bandeira monumental do encouraçado, presenteado pelo governo brasileiro em 1924.